# Henneguya zschokkei
Henneguya salminicola
Espèce
Henneguya zschokkei, aussi connu sous le synonyme de Henneguya salminicola, est une espèce de myxozoaires, des animaux parasites de l'embranchement des cnidaires, comme les méduses et les coraux. 
Si beaucoup continuent à traiter H. salminicola (Amérique du Nord) comme une espèce distincte, des scientifiques ont montré qu'il s'agissait de la même espèce que H. zschokkei (Scandinavie),.
Ce parasite, de très petite taille, compte moins de dix cellules. Il infecte plusieurs espèces de salmonidés. Il y forme de petits points blancs dans la chair ce qui pose des problèmes aux pisciculteurs mais qui n'est pas dangereux pour l'être humain,.
C'est le premier animal connu à ne pas avoir de génome mitochondrial, ce qui signifie qu'il a perdu sa propre aptitude à la respiration aérobie. Il a aussi perdu des gènes du noyau impliqués dans la respiration aérobie ou la réplication du génome mitochondrial. On ignore encore comment cet animal se procure son énergie : peut-être, des cellules du poisson qu'il parasite ou alors s'est-il adapté à une respiration sans oxygène comme les organismes anaérobies unicellulaires,. À titre de comparaison, l'espèce voisine Myxobolus squamalis a conservé son génome mitochondrial.

## Parasitisme
Henneguya salminicola forme des kystes, d'environ 10 mm de diamètre, contenant des milliers de spores dans les muscles et sous la peau des saumons. Les spores sont ovales (9–11 × 7–9 µm) et présentent deux capsules polaires à l'avant et deux longs appendices caudaux (26 à 40 µm). Lors du filetage des poissons, il en sort un liquide blanc et crémeux ce qui fait que les éleveurs parlent de maladie de la chair laiteuse (ou myxosporidiose des muscles des saumons du Pacifique). Les saumons sont infectés lorsqu'ils sont jeunes et vivent en eau douce. Les parasites passent par le système circulatoire avant d'atteindre les muscles et de se transformer en spores. Bien que les spores produisent une protéase qui hydrolyse le muscle et le liquéfie, le parasite est bien toléré par le poisson et peut y vivre longtemps. Cependant, la croissance est ralentie et des organes sont déplacés. Lorsque le saumon se décompose après avoir frayé, les spores sont libérées dans l'eau et sont ingérées par des vers qui servent d'hôtes intermédiaires. Henneguya salminicola est l'espèce du genre Henneguya la plus courante en Alaska,.

## Hôtes
Les hôtes connus de Henneguya zschokkei incluent :
- Oncorhynchus gorbuscha (saumon rose à bosse)
- Oncorhynchus keta (saumon kéta)
- Oncorhynchus kisutch (saumon coho)
- Oncorhynchus nerka (saumon rouge)
- forme anadrome d’Oncorhynchus mykiss (truite arc-en-ciel)
- Oncorhynchus tshawytscha (saumon quinnat)
- Salmo salar (saumon atlantique)

## Systématique
Le nom valide complet (avec auteur) de ce taxon est Henneguya zschokkei (Gurley (d), 1894).
L'espèce a été initialement classée dans le genre Myxobolus sous le protonyme Myxobolus zschokkei Gurley, 1894.
Henneguya zschokkei a pour synonymes :
- Henneguya salminicola Ward, 1919[3]
- Myxobolus zschokkei Gurley, 1894[9]
- Henneguya kolesnikovi Gurley, 1894[9]

### Publication originale
- (en) R. R. Gurley, « The Myxosporidia, or Psorosperms of fishes, and the epidemics produced by them », Report of the Commissioner of Fish and Fisheries, États-Unis, vol. 1894,‎ 28 décembre 1894, p. 65-304 (lire en ligne, consulté le 24 octobre 2024)